# Abbaye Sainte-Élisabeth de Genlis
L'abbaye Sainte-Élisabeth de Genlis est une ancienne abbaye de l'ordre des Prémontrés fondée au XIIIe siècle. Elle était située sur le territoire de la commune de Villequier-Aumont, dans le département de l'Aisne, dans le Vermandois. 

## Historique
Cette abbaye porta différents noms à travers les âges : Genli, Genliacum, Genly, Janliacus, Genlys, Saint-Martin de Genlis. Cette terre fut érigée en marquisat en 1645, et en duché-pairie en 1774, prenant alors le nom de Villequier-Aumont qu'elle conserva jusqu'en 1790, pour retrouver son nom de Genlis jusqu'en 1814. Puis par ordonnance royale du 8 juillet 1814, suivi d'un arrêté préfectoral du 12 février 1816, la terre de Genlis reprit le nom de Villequier-Aumont qu'elle porte encore au XXIe siècle. L'abbaye dépendait du diocèse de Noyon, puis de celui de Soissons.

### La maladrerie
En 1221, Aubert III de Hangest et son épouse Béatrix (alias Élisabeth) de Châtillon (morte en 1223), qui fondent ensemble une maladrerie placée sous le vocable de sainte Élisabeth, patronne de son épouse et de la mère de celle-ci. Aubert de Hangest transfère l'hôpital dans un lieu plus éloigné du village, au hameau d'Hatiémont.

### Première abbaye de moniales
Jean de Hangest, leur fils, et son épouse Béatrix, transforme, en 1245, les lieux vacants de l'ancienne maladrerie avec la construction d'une église afin de recevoir une communauté de moniales chanoinesses de l'ordre de Saint-Augustin de la Congrégation de Saint-Victor de Paris avec la bénédiction épiscopale de Pierre Charlot (1209-1249), évêque de Noyon en juin 1246, et l'approbation royale de Louis IX par lettre de juillet 1246, de l'accord de Jean de Cergès, abbé de l'abbaye de Cuissy, à cause de son droit de patronage, puis enfin la bénédiction papale d'Innocent IV par une bulle du octobre 1247. Après 176 ans d'existence en 1421, l'abbaye est en ruines et n'a plus que trois pensionnaires qui doivent quitter les lieux.

### Une abbaye de moines pendant la Renaissance
Le monastère va retrouver une seconde vie avec cette fois des moines chanoines réguliers de Prémontré venant de l'abbaye de Cuissy, entre 1417 et 1420, à qui Jean Ier de Hangest (vers 1375-1421), seigneur de Genlis, capitaine de Chauny, gouverneur de Noyon, chambellan du duc Louis d'Orléans, et son épouse Marie de Sarrebruck (alias de Broyes) (vers 1400-après 1426) offrent l'église et les biens de cette abbaye avec l'accord et la bénédiction papale de Martin V (1368-1431) et de l'évêque de Noyon Raoul de Coucy (mort en 1425).
En 1472, les troupes de Charles Le Téméraire, en lutte contre le roi de France Louis XI, pillent et brûlent l'abbaye. Après la bataille de Saint-Quentin, en 1557, l'abbaye est occupée par les Espagnols d'Emmanuel-Philibert de Savoie gouverneur des Pays-Bas espagnols, qui vient de battre le connétable de Montmorency. Au cours de la Fronde, elle fut à nouveau saccagée par la soldatesque en juillet 1652 pendant le siège de Chauny, et pendant cette période les terres restèrent sans être cultivées pendant trois années.
Le 31 juillet 1630, lors de la procession organisée à Soissons pour la délivrance es enfants de France on ne trouve pas parmi les dignitaires ecclésiastiques de représentant de l'abbaye. Le seigneur de Genlis est lui représenté par le seigneur de Stanaye.
Entre les désastres des guerres survient le tremblement de terre du 18 février 1756 qui provoqua à nouveau des dommages.

### La fin de l'abbaye
Le 8 mai 1790, marque la fin de la communauté religieuse, l'abbaye ne comptait plus que cinq religieux. Le prieur Jean-Baptiste Demangeot dût faire approuver ses comptes par les autorités révolutionnaires du district
Après la vente de l'abbaye, les bâtiments sont à l'abandon, jusqu'à l'installation d'une sucrerie en 1853 qui s'arrête en 1870. Elle fut rachetée, puis restaurée et de nouveau détruite par les guerres de 1870, 1914-1918 et les bombardements de 1939 et 1945. Il ne reste plus aujourd'hui que la porte d'entrée, une partie du mur de clôture, un bâtiment du XVIIIe siècle, des caves en grandes parties effondrées dont une conserve un four à pain[réf. nécessaire].

## Description
Après la réforme de 1641, une campagne de construction est entreprise dans les abbayes de l'ordre.
La porte d'entrée toujours existante est constituée d'une grande baie en plein cintre surmontée d'un fronton triangulaire. Au XVIIIe siècle, après avoir traversé un passage couvert, on arrivait dans la basse-cour avec de chaque côté un pavillon dont un devait abriter le logis du portier. Une partie du mur de clôture existe toujours sur la route d'Hatiémont, comportant plusieurs motifs en briques vernissées avec des dates 1759-1760. 
En entrant dans la cour, on trouvait sur la gauche dans un renfoncement le long du mur de clôture un bûcher, sur le côté opposé se trouvait l'étang formant un L dont au départ était la buerie d'où l'on voyait l'ensemble des bâtiments en H, à droite un pavillon en forme de L inversé relié par un grand bâtiment perpendiculaire à un autre pavillon parallèle, comprenant le logis de l'abbé dans le prolongement duquel se trouve l'église abbatiale, prolongée par le cloître ouvrant sur le retour de l'étang dans le jardin..

### Abbatiale
Église à une nef, avec deux collatéraux qui seront plâtrés sur une hauteur de 4 à 5 toises, soit entre 8 et 10 mètres. Le sanctuaire de l'édifice mesure 28 pieds de large, sur 16 pieds de profondeur, soit environ 9,24 × 5,28 mètres, sans compter les épaisseurs des murs qui sont de 3 pieds au-dessus des fondations. 
Le maître autel est recouvert après 1622 d'un dais.. 
Au vu de l'état de l'abbatiale en 1746, il est prévu par l'architecte Gilles Boulanger résidant à Anizy-le-Château, de démolir la partie du sanctuaire présentant une fente de haut en bas dans la croisée du milieu et de rallonger l'édifice de 12 pieds soit près de 4 mètres du côté du jardin. Il est prévu de pratiquer trois croisées dans les trois pans du cul-de-lampe ayant chacune sept pieds de large sur 14,5 pieds de haut, bâties en pierre de taille et en plein cintre. Il est prévu un faitage de plomb dans toute la longueur du sanctuaire pour s'accorder avec le chœur.
Un dessin du mois d'avril 1793, fait par Roland, arpenteur géomètre, montre cette église avec un clocher de plan carré, recouvert d'un dôme surmonté d'un lanternon.
Cette église fut détruite à la Révolution. Une fenêtre ogivale fut sauvée et se trouve aujourd'hui au-dessus du porche de la tour du clocher de Villequier-Aumont.

#### Mobilier
- Une grille séparant le chœur de la nef ayant 4 pieds et 1 pouce de hauteur avec un couronnement au-dessus, avec une porte de 4 pieds de large à 2 battants cintrés.
- Un calice en argent acquis en 1622 et un ciboire également en argent.
- Le grand autel et son tabernacle vendu en 1792 au curé de Beautor pour la somme de 264 livres.
- Un lutrin surmonté d'un aigle en cuivre avec un support en marbre, adjugé 135 livres.
- Deux petits autels en marbre, pour 104 livres.
- Stalles, lambris, portes, l'horloge et un Christ en fer.

#### Sépultures
La chapelle Saint-Pierre appartenant aux seigneurs de Genlis est construite sur le flanc de l'église abbatiale, et renferme des tableaux, un mausolée et des pierres tombales dont :
- Aubert V d'Hangest, dit le Grand (mort en 1329), seigneur de Genlis et de Pont-Saint-Pierre. Il a servi en Flandres, en Gascogne, en Angleterre et en Écosse. Il est inhumé dans l'abbaye Sainte-Élisabeth de Genlis[6] ;
- Jacques de Hangest et son épouse Jeanne de Moy ;
- Adrien de Hangest et son épouse Françoise du Mas ;
- Pierre Brûlart, dit le capitaine de Crosne ;
- Claude Brûlart, secrétaire d'État ;
- Anne de Halluin, épouse de Gilles Brûlart, morte le 5 mai 1607 ;
- Mausolée de la duchesse de Villequier-Aumont, vandalisé le 18 juillet 1792.

#### Reliques
L'abbaye renfermait  de nombreuses reliques ayant fait l'objet de divers procès-verbaux d'inventaire.
En mai 1630 est rédigé un procès-verbal sur les reliques tirées des catacombes de Rome données au père Épiphane Louis, prieur de la Réforme de Prémontré, et le 7 juin 1633 à Mgr Henri de Baradat (1598-1660), évêque de Noyon.
En 1724, les reliquaires en argent cassés sont remplacés. Il subsiste les reliques de saint Étienne (chef), de sainte Marguerite, de sainte Geneviève, des onze mille vierges, de saint Christophe et de saint Marcoul.

## Abbesses, prévôts et abbés commendataires

### Abbesses
- 1221 : ?
- 1247 : Euphémie. Elle obtint du pape Innocent IV, une bulle en date du  24 octobre 1247 confirmant l'abbaye dans ses biens. Elle aurait été inhumée au milieu du chœur. Sa pierre tombale porte l'inscription : « ci-gist Eu[…] femme, seconde abbesse de Genlis, sœur germaine d'Eust[…] priez pour s/âme ».
- 1248 : Eustachie. Elle jura cette année-là obéissance à l'église de Noyon. Elle est parente de la précédente et aurait été inhumée dans le chœur, sous le grand autel. Elle est encore citée en 1251.
- 1270 : Marie Le Flamenc de Cani, fille de Raoul Le Flamenc. On la cite encore en 1293 dans une convention qu'elle passe avec le Chapitre de Saint-Quentin concernant des prairies au bord de l'Oise à Abbécourt.

### Prévôts
- 1421 : Jean de Thoiry, prieur  de Prémontré lorsqu'il est nommé  prévôt de Genlis. Le pape Martin V le nomme dans une bulle de 1421.
- 1453-1459 : Pierre Grégoire, il est nommé dans un acte de 1453 et il meurt en 1459.
- 1459-1476 : Pierre Maillot, cité dans un acte de 1459. Sous sa prévôté, l'abbaye est saccagée par les troupes de Charles Le Téméraire en 1472.
- 1476-1490 : Jacob Langier, siège en octobre 1476. Il meurt en 1490.
- 1490-1516 : Jacques Pelletier, prévôt de 1490 à 1496, il devient abbé régulier aux termes d'un chapitre général de son ordre tenu à Chauny le 5 mai 1496. Il assista à la bénédiction de Jacob Paillost abbé de l'abbaye Saint-Barthélemy de Noyon en 1505. Il est le seul abbé régulier, car après le concordat de Bologne en 1516, l'abbaye passe en commende.

### Abbés commendataires
- 1545-1548 : Jean III d'Hangest de Genlis (1506-2 février 1577), évêque-comte de Noyon par dispense en 1525, du pape Clément VII. Il succède à son oncle à l'évêché-comté de Noyon. Il rend hommage au roi de France le 8 mai 1533 pour Genlis, La Taule, Le Bac-d'Arblincourt[8] , etc. Abbé commendataire de l'abbaye Saint-Éloi de Noyon.
- 1549 : Philippe de Rouveroy de Saint-Simon, doyen de l'église de Saint-Quentin, il gouverne l'abbaye cette année-là.
- 1564-1568 : Noël Carlier ou  (Nestor Carlier), profès de l'abbaye en 1564, il abdique pour prendre la cure du village de Genlis en 1568  qu'il administre jusqu'en 1579.
- 1568-1576 : Albin d'Oigne.
- 1576-1613 : Philippe de Gourlay, devint doyen de l'église de Noyon, il abdiqua en faveur de son neveu, en 1613.
- 1613-1641 : Charles du Hamel (né vers 1578), succède à son oncle Philippe de Gourlay. En octobre 1641, lors de la réforme de l'ordre de Prémontré, il se retire et rentre à La Trappe à l'âge de 63 ans.
- 1641-1655 : Antoine du Hamel qui a fait face en juillet 1652 au saccage de son abbaye lors de la prise de Chauny
- 1662 : Athanase Martin, gouverna avec le titre de prieur.
- 1665-1667 : Charles III Brûlart de Genlis (1628-1714), abbé de l'abbaye de Joyenval, seigneur de Triel (1653), archevêque d'Embrun.
- 1668-1669 : Charles II Brûlart de Genlis (mort en 1669), oncle du précédent. Abbé de l'abbaye de Joyenval, de Saint-Pierre de Neauphle-le-Vieux, Prieur de l'abbaye de Léhon, et aumônier du roi.
- 1669-1701 : Pierre-François Brûlart de Genlis (1648-1733), frère du précédent,  quatrième marquis de Genlis (vers 1648-1733), abbé de l'abbaye Sainte-Élisabeth de Genlis (Villequier-Aumont) en 1669, renonce à l'état ecclésiastique en 1701 à la mort de ses frères cadets Hardouin (mort en 1699, chevalier de Malte) et Michel (mort en 1701 ; chevalier de Malte), afin d'assurer la succession mâle, il épouse en  1703 Claudine-Anne Brûlart de Sillery marquise de Sillery, dame de Sillery, Ludes et Puisieulx, héritière des Brûlart de Sillery.
- 1702-1709 : Guillaume Crozat, bachelier en théologie, chapelain du roi qui le nomme le 15 avril 1702.
- 1710-1729 : Jean-Baptiste Crozat (mort en 1729), maître es Requêtes, nommé le 25 juillet 1710.
- 1729-1761 : Joseph Séguy (1689-1761), nommé  le novembre 1729, par le roi dont il était le prédicateur, il prit possession le 13 février 1730, il était chanoine de Meaux, poète, il met en vers les Psaumes et les Cantiques de la Bible. Il est élu membre de l'Académie Française et meurt à Meaux le 25 mars 1761. C'est sous son abbatiat qu'eu lieu le tremblement de terre, et l'abbaye vétuste dût être reconstruite.
- 1761-1761 : Louis-Marie Brûlart de Genlis (1738-1761), petit-fils de Pierre-François Brûlart. Il prit possession le 13 août 1761 et mourut de la petite vérole le 19 décembre 1761.
- 1762-1786 : Henri-Ignace Chaumont de La Galaizière, docteur en théologie de Paris, premier aumônier du roi de Pologne, Stanislas et frère du chancelier de Lorraine. Il prit possession en 1762.
- 1786 : Louis Joseph d'Humières.
- 1787 : Nicolas Étienne.
- 1790 : Jean-Baptiste Demangeot, prieur.

## Armoiries

Ornements extérieurs des abbés prémontrés.

Quant aux personnes physiques ecclésiastiques, les abbés prémontrés, dont l'habit est entièrement blanc, ont coutume de timbrer leur blason du chapeau prélatice d'argent.
- « De gueules à une coquille d'argent, écartelé d'azur, à une couronne à l'antique d'or »

## Propriétés et revenus
- En 1613, les revenus de l'abbaye s'élèvent à 600 livres[10].
- En 1790, la recette s'élevait pour la période allant du 11 novembre 1789 au 31 décembre 1790 à une somme de 11 439 livres, 5 sols, 11 deniers en argent, et 573 setiers de blé, 615 setiers d'avoine, 4,5 setiers de fèveroles, ainsi que de 4 pièces de vin, provenant des vignes de Juvigny[11] et de 78 muids de cidre. Le Directoire du département porte sur l'un des comptes l'avis suivant[réf. nécessaire] : « une bonne administration a toujours régné dans cette maison qui a pu, avec un faible revenu, et sans contracter aucune dette, faire beaucoup d'aumônes, notamment pendant l'hiver de 1788-1789, augmenter les bâtiments de l'abbaye et entretenir décemment 7 religieux, et enfin que les religieux se sont toujours montrés bon patriotes, et n'ont cessé d'être les apologistes des doctrines de la Révolution. »

### Terres
- Juvigny : vignes.
- Genlis : terres de l'abbaye pour une superficie de 234 setiers, 7 verges soit environ 118 hectares, vendues avec les bâtiments à la Révolution pour 107 500 livres.
- La ferme de Rouez (Roëz) : donnée par Charles Brûlart le 30 mars 1734, avec terres, près et bois appartenances et dépendances, moyennant 100 livres de surcens annuel.
- La Montjoie : donnée également par le même seigneur à la même date.
- Étang de Guillemette, dit La Fosse Quesnoy : loué pour dix ans, et dont le loyer sera de 150 carpes par an payable en deux fois : au 1er décembre et au premier jour du carême[12].